# Хапай, Хамид Юсуфович
Хамид Юсуфович Хапай (1960 — 19 марта 2017, Теучежский район, Адыгея) — советский самбист, чемпион и призёр чемпионатов СССР, чемпион Европы, призёр чемпионата мира, мастер спорта СССР международного класса, Заслуженный тренер России, судья международной категории. Тренер-преподаватель Центра спортивной подготовки по борьбе самбо Республики Адыгея (Майкоп). Председатель коллегии судей по самбо Южного федерального округа.

## Спортивные результаты
- Чемпионат СССР по самбо 1986 года — ;
- Чемпионат СССР по самбо 1987 года — ;
- Чемпионат СССР по самбо 1988 года — ;

## Семья
Старший брат Арамбий Хапай — советский самбист и дзюдоист, чемпион СССР, Европы и мира по самбо, победитель Спартакиад народов СССР по самбо, призёр чемпионата СССР по дзюдо, обладатель Кубка СССР по дзюдо, Заслуженный мастер спорта СССР, Заслуженный тренер СССР, Заслуженный тренер России, чемпион мира по самбо среди ветеранов.

## Гибель
Погиб в автомобильной аварии 19 марта 2017 года. Вместе с ним погибла его супруга.